# William Boyd (skådespelare)
William Lawrence Boyd, född 5 juni 1895 i Belmont County, Ohio, död 12 september 1972 i Laguna Beach, Kalifornien, var en amerikansk skådespelare. Boyd är främst känd för rollen som cowboyhjälten Hopalong Cassidy i 66 filmer (1935–1948) och i tv-serien med samma namn (1952–1954).

## Filmografi i urval
- 1923 – Flickan som kom till Hollywood
- 1927 – Tusen och ett skratt
- 1931 – Överfallet på guldtransporten
- 1935 – Västerns musketörer
- 1935 – Hämnaren från vidderna
- 1935 – Bill Cassidy gör slag i saken
- 1936 – Överfallet vid Gunsight
- 1936 – Dynamitfällan vid Black Canyon
- 1936 – Bakhållet vid Black Valley
- 1936 – Hopalong Cassidy Returns
- 1937 – Borderland
- 1937 – Norr om Rio Grande
- 1937 – De vilda hästarnas dal
- 1938 – En kupp i Arizona
- 1938 – Guldgruvans hemlighet
- 1938 – En västerns Sherlock Holmes
- 1938 – Äventyret i Silver City
- 1938 – Kamrater i liv och död
- 1938 – Bill Cassidy i Mexiko
- 1939 – Jakten över prärien
- 1939 – De 100 äventyrens hjälte
- 1939 – Överfallet på Postdilligensen
- 1939 – Det är Pampas lag
- 1940 – Sheriffen från Santa Fe
- 1940 – Uppgörelsen
- 1947 – Striden vid offerplatsen
- 1948 – Strange Gamble
- 1948 – Den arga skolfröken
- 1952 – Världens största show (cameo)
- 1952–1954 – Hopalong Cassidy (TV-serie)